# Anna Olenina
Anna Alekseevna Andro, nata Anna Alekseevna Olenina (in russo Анна Алексеевна Оленина?) (11 agosto 1808 – 18 dicembre 1888), è stata una nobildonna russa.

## Biografia
Era la figlia più giovane di Alexeij Nikolaivič Olenin, e di sua moglie, Elizaveta Markovna Poltoratskaya. Da parte di sua madre, era la cugina di Anna Petrovna Kern. Grazie a suo padre, parlava dieci lingue. All'età di 17 anni, venne nominata damigella d'onore alla corte imperiale.

## Matrimonio
Nel 1840, sposò Fedor Aleksandrovič Andro (Théodore Andrault de Langeron) (1804-1885), un ufficiale degli Ussari, che dopo la morte del padre ereditò il titolo di conte Langeron. Ebbero una figlia, Antonina (?-1918) che convolò a nozze con Karl Mavrikyevič Woyde. Nel 1844 la famiglia si trasferì a Varsavia, dove Anna visse per 40 anni.

## Morte
Dopo la morte del marito, andò a vivere con la figlia. Morì il 18 dicembre 1888.